# Веселе (Гродівська селищна громада)
Весе́ле — село Гродівської селищної громади Покровського району Донецької області, Україна. У селі мешкає 133 людей.

## Загальні відомості
Відстань до райцентру становить близько 23 км і проходить автошляхом місцевого значення.
Землі села межують із територією смт Желанне Ясинуватського району Донецької області.

### Російсько-українська війна
Із 4 по 16 серпня 2025 року, в результаті спільних дій частин і підрозділів Національної гвардії України та Збройних Сил України, які входять до складу 1-го корпусу НГУ «Азов», у Донецькій області зачищено населені пункти: Грузьке, Рубіжне, Нововодяне, Петрівка, Веселе, Золотий Колодязь.

## Населення
За даними перепису 2001 року населення села становило 133 осіб, із них 68,42 % зазначили рідною мову українську та 31,58 % — російську.